# 鄧鍾岳
鄧鍾岳（1674年—1748年），一名邓中岳，字东长，号畏庐。山东东昌卫（今聊城）人。

## 生平
康熙四十七年（1708年）中举人，康熙六十年（1721年）状元，授翰林院修撰。工書法，康熙帝贊其“字甲天下”。曾手書“聊城修護城堤古碑”，聊古庙所悬“聊古庙”的门额，万寿观三清殿内的“阆苑瀛洲”，东西两壁书“龙”、“虎”二字，人称“每见之，咸称仙景”。雍正元年（1723年）充江南副考官道，雍正四年（1727年）任江苏学政、广东学政。雍正十一年（1733年）任礼部右侍郎。充《大清一统志》总裁。乾隆九年（1744年）充任江南正考官。曾随乾隆东巡。乾隆十三年（1748年）夏天，以疾致仕，不久卒。著有《知非录》、《寒香阁诗集》4卷，《文集》4卷。

## 家族

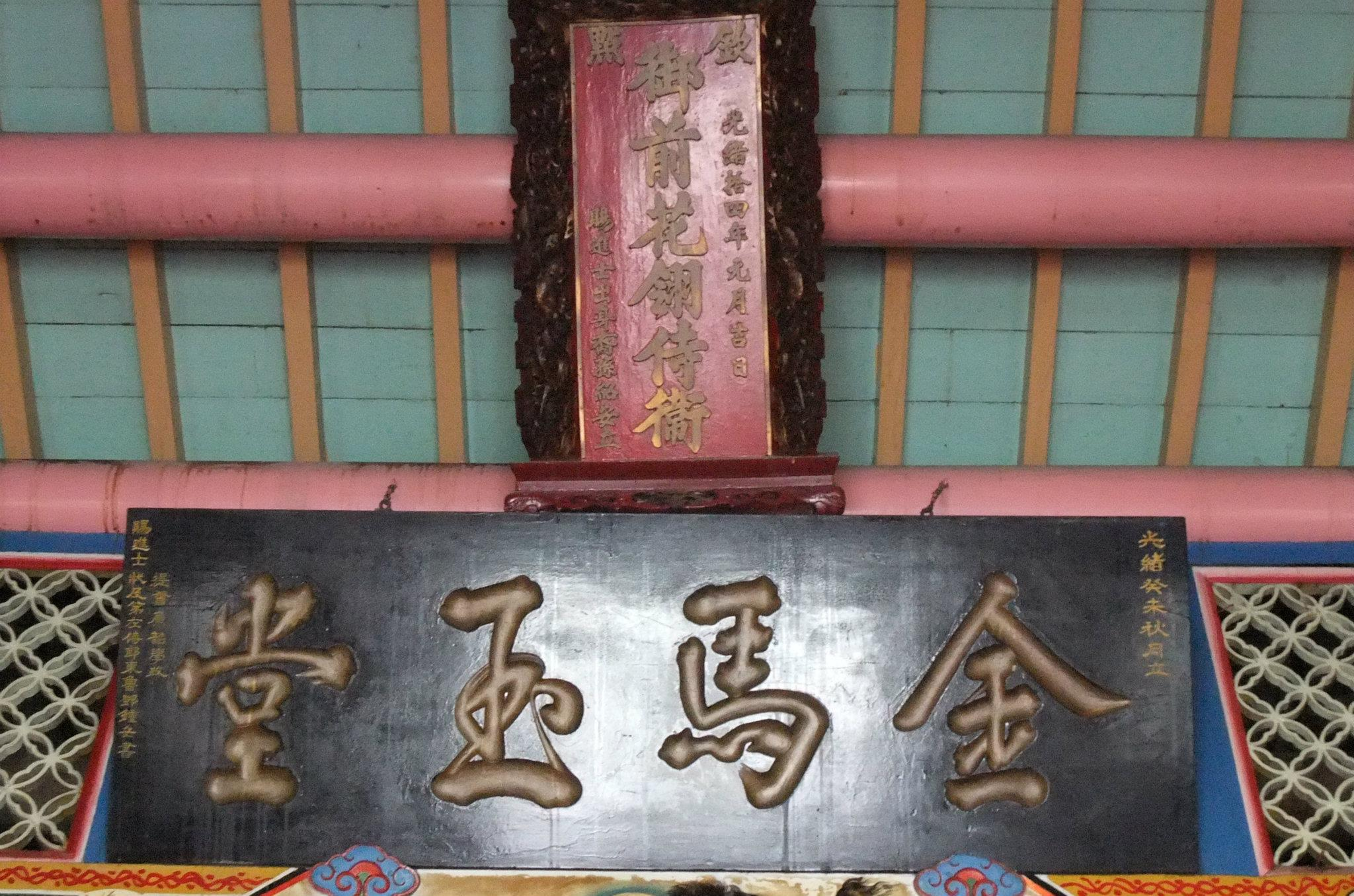
臺灣苗栗卓蘭詹氏家廟藏 雍正七年廣東學政鄧鍾岳題「金馬玉堂」匾

父鄧基哲。